# Wind at My Back
Wind at My Back is een Canadese dramaserie. Deze werd door CBC Television uitgezonden tussen 1996 en 2001. Het werd geproduceerd en geregisseerd door Kevin Sullivan. De serie telde vijf seizoenen die elk 13 afleveringen bevatten. Ook werd er een kerstfilm uitgezonden, als afronding van de plotse stop van de serie. Begin 2010 werd de serie geïntroduceerd op de Amerikaanse televisie door Brigham Young University Television en The Inspiration Network. De serie speelt zich af tijdens de Grote Depressie in de jaren 30, in het fictieve mijnstadje New Bedford in Noord-Ontario. De serie volgt de familie Bailey. Wind at My Back was licht gebaseerd op boeken van Max Braithwaite, "Never Sleep Three in a Bed" en "The Night We Stole the Mounties Car".
De serie begint in 1932 als Jack en Honey Bailey hun winkel kwijt raken en ze gedwongen verhuizen naar Jack's geboortestad in Noord-Ontario, waar zijn familie eigenaar is van een zilvermijn. Nadat Jack overlijdt door bijensteken is Honey gedwongen om haar kinderen te verlaten terwijl ze op zoek gaat naar werk. De serie volgt Honey, haar kinderen, hun familie en vrienden als ze proberen te overleven tijdens de Depressie.

## Cast
| Acteur            | Personage     |
| ----------------- | ------------- |
| Shirley Douglas   | Mae Bailey    |
| Kathryn Greenwood | Grace Bailey  |
| Dylan Provencher  | Hubert Bailey |
| Tyrone Savage     | Henry Bailey  |
| Cynthia Belliveau | Honey Bailey  |
| James Carroll     | Max Sutton    |